# Ismet Ekmečić
Ismet Ekmečić, bosansko-slovenski nogometaš, * 2. februar 1969.

## Življenjepis
Ismet je odraščal v kraju Prijedor. To mesto leži na severozahodu Bosne in Hercegovine. Del mladosti pa je preživel v Velenju. Namreč njegov oče je bil zaposlen v tamkajšnjem premogovniku.
Ekmečić je večji del kariere igral v slovenski ligi za klube Rudar, Olimpija, Maribor, Gorica in Šmartno. Skupno je v prvi slovenski ligi odigral 198 prvenstvenih tekem in dosegel 88 golov, v sezoni 1998/98 prve slovenske lige je bil najboljši strelec z 21-imi goli. Ob tem je igral še v bosansko-hercegovski, hrvaški in avstrijski ligi.